# Zastronie
Zastronie [zasˈtrɔɲe] est un village polonais, dans le Powiat de Szydłowiec et dans la voïvodie de Mazovie dans le centre-est de la Pologne.
Sa population compte 260 habitants.